# Lichomolgus uncus
Lichomolgus uncus is een eenoogkreeftjessoort uit de familie van de Lichomolgidae. De wetenschappelijke naam van de soort is voor het eerst geldig gepubliceerd in 1976 door J. B. Jones.